# Mount Bishop, Kanada
Mount Bishop är ett berg i Kanada.   Det ligger på gränsen mellan Alberta och British Columbia, i den västra delen av landet, 2 900 km väster om huvudstaden Ottawa. Toppen på Mount Bishop är 2 850 meter över havet.
Terrängen runt Mount Bishop är kuperad åt nordost, men åt sydväst är den bergig.Trakten runt Mount Bishop är nära nog obefolkad, med mindre än två invånare per kvadratkilometer.. Det finns inga samhällen i närheten. 
I omgivningarna runt Mount Bishop växer i huvudsak barrskog.